# マリアンヌ・ノース

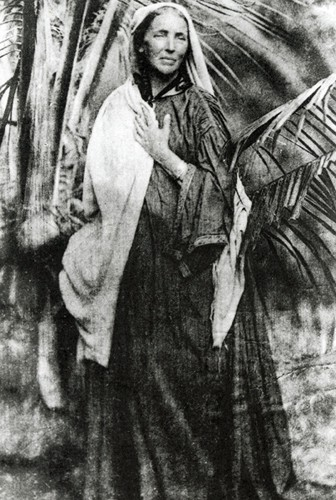
マリアンヌ・ノース

マリアンヌ・ノース（Marianne North、1830年10月24日 - 1890年8月30日）は、イギリスの旅行家、博物学者、植物画家。イースト・サセックス、ヘイスティングス出身。

## 人物
名家であるノース男爵の家系に生まれた。父フレデリック・ノースは1831年から1869年まで庶民院議員を務めた人物であった。イギリスの首相となった第2代ギルフォード伯爵フレデリック・ノースとも縁戚関係にある（第2代ギルフォード伯爵は第4代ノース男爵ダドリー・ノースの三男フランシスの息子、マリアンヌは第4代ノース男爵の六男ロジャーの来孫）。
オペラ歌手シャルロット・セイントン＝ドルビィのもとで声楽を習ったこともあったが、1855年の母の死後は父とともに各国を回った。

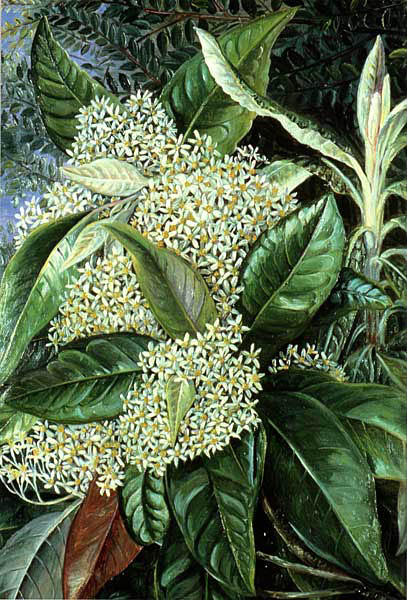
ノースの植物画

1869年に父親も亡くなった以降は、世界各国を回り植物の写生を行っている。1875年から1876年にかけ日本を訪れており、横浜、神戸、京都などの都市を回っている。
彼女の死後ロンドンにある王立植物園キューガーデンには彼女の植物画を収めたマリアンヌ・ノース・ギャラリーを開設した。またアカテツ科のノルティア属など彼女にちなんだ名前を持つ植物もある。

## 著作
- Marianne North: A Vision of Eden: The Life and Work of Marianne North: Life and Works of Marianne North, Webb & Bower (1986) ISBN 0-906-67118-3
- Marianne North: Recollections of a Happy Life: Being the Autobiography of Marianne North, University of Virginia Press (1993) ISBN 0-813-91469-8